# 紅茶王子
『紅茶王子』（こうちゃおうじ）は、山田南平による日本の恋愛漫画作品。

## 概要
1996年に白泉社の漫画雑誌『花とゆめ』で連載開始。
2012年1月20日発売の『花とゆめプラチナ』にて読み切り『桜の花の紅茶王子』が掲載。『別冊花とゆめ』2013年6月号より連載化し、2018年7月号にて完結した。

## あらすじ
風早橋学院のお茶会同好会に所属する奈子（たいこ）・美佳（はるか）・雪子(ゆきこ)は月夜のお茶会でアッサムとアールグレイという2人の紅茶王子を呼び出した。そして、彼らは呼び出した人間の願い事を3つかなえ終わるまでは帰れないという。お茶会同好会部長である奈子とA（アッサム）&E（アールグレイ）を中心に繰り広げられるマジカル学園ロマンス。
そして時は流れ、女子校「桜庭女子学院」を舞台に新たな紅茶王子のロマンスが始まった。

## 登場人物
人物名の横の声優名はドラマCD（オリジナル版 / リメイク版）が主に掲載され、朗読劇についてはその旨を記す。

### お茶会同好会
吉岡奈子（よしおか たいこ）
声 - 雪乃五月 / 潘めぐみ / 花乃まりあ（朗読劇）
本作の主人公。連載開始時は風早橋学院中等部3年生。同校お茶会同好会部長で、図書委員。アールグレイの主人。素直で活発な性格から周りの人望も厚いが、その性格が災いしてしまうことも多い。
アッサムからは「ゾウ足」と呼ばれており、それを気にしている。合同体育祭の打ち上げで撮影したアッサムと一緒の写真を頬を染めて見つめたり、次第に彼に惹かれてゆき修学旅行先のシンガポールで彼に対する想いを自覚した。紅茶王子・王女が人間になるための条件が本人を除く記憶の消去であることを知り、アッサムへの想いや彼と過ごした想い出を失いたくないと反対するが、アッサムに信じろと言われて受け入れた。最終話で人間になったアッサムと大学で改めて出会い、その後、結婚。流産しかけるもアールグレイの最後の魔法に助けられ長女・杏梨を出産した。
父親の残した紅茶喫茶店「TEA ROOM QUALITY SEASONS」をアッサムと共に経営中。番外編で紅茶王子時代のアッサムの記憶を取り戻す。『夢の中の紅茶王子』以降は28歳。『桜の花の紅茶王子』で吉乃らと交流を持つ。第25話でアッサムの実父ダージリンから譲り受けた黒猫「ダージリン」を2年前に失い、想い出が多くてペットロスで大変だったと明らかに。アッサムと共にサクラと吉乃の不安定な関係を心配している。
幼馴染の美佳を兄弟のように思っているが男性としては見ていない。
染谷雪子（そめや ゆきこ）
声 - 菅原祥子 / 阿澄佳奈 / 早乙女わかば（朗読劇）
通称「そめこ」。奈子と同学年。お茶会同好会副部長。幼児体型・巨乳を気にしている。そのルックスと性格から非常にモテるが、無責任に愛嬌を振りまいて男子生徒に恋愛感情を持たれていると錯覚させるため、同性の女子生徒からは煙たがられている部分もある。大刀洗高校の生徒会長だった若宮に告白されもしたが、最終的に日曜大工研究会の部長・杉野と結婚して「杉野雪子」になった。天然ボケで杉野を友人としか認識していない。
紅茶の精を呼び出そうと最初に月夜のお茶会を計画したが、1人だけミルクティーだったために呼び出す資格が無くて叶わなかった。アッサムとアールグレイに大切にされる奈子を羨んで大刀洗の真名瀬とつき合うが、お姫様みたいに大切にされたいという願望を満たそうとしただけで真名瀬を好きになったわけではないため、違和感を感じて10日で一方的に別れセイロンに呆れられた。黄山紅牡丹の紅茶王子を呼び出し、恋人のように振る舞うという最後の願いを叶えて貰い別れたが、水面下では本気で恋をしていた。
『桜の花の紅茶王子』の第30話に登場し、紅牡丹と12年ぶりの再会を果たした。杉野と結婚して一卵性双生児の息子がおり、杏梨と同じ保育園なので時折アッサムにお迎えの代行を頼む。第3子を妊娠中。一人称は通称と同じ「そめこ」だったが、紅牡丹と決別して以降は「あたし」になった。しかし、12年後は「そめこ」に戻っていた。
内山美佳（うちやま はるか）
声 - 森久保祥太郎 / 柿原徹也 / 株元英彰（朗読劇）
そめこからは「ミカちゃん」と呼ばれているが本人はそう呼ばれるのを嫌っている。奈子の幼馴染。アッサムの主人。お茶会同好会でただ一人の男子部員。パソコンが得意で、自分でプログラムをいじることもある。プライドが高く少々歪んでいるため、その屈折した心情ゆえの暴言がトラブルの原因になることが多い。努力しても手に入らないものがあるという現実を否定しており、ささやかな願い事を叶えるアッサムら紅茶王子の魔法を蔑んでいる。
幼いころに両親の仕事の都合で外国に行く際、両親の誘いを蹴って日本に残った。3兄妹の第2子で次男。後に妹・唯が転入して来たため、付き添いの兄・一樹共々に再会した。
奈子に片想いをしていて、何かと気に掛けている。いつもの「ゾウ足」ではなくアッサムが奈子を名前で呼んだことで理性を失い、2つ目の願いごとでアッサムに帰還を要求して追い返してしまうが、想いは届かないまま2人が相思相愛になったことで完全に失恋した。元カノの美里がおり、最終話でヨリを戻した。アッサムの記憶は失われたため、大学で彼とは知らずに再び新入部員として受け入れ交流を深めて喫茶店にも通い『夢の中の紅茶王子』でルフナや絵里と面識を得る。
奈子に対する明確な恋情を自覚していたが、幼馴染の心地よい関係を壊したくなくて常に誤魔化し幾度となく到来した恋人関係に移行するチャンスを自ら潰してきた。昔からの関係の継続を望む一方、他の誰かに彼女の心が奪われるのも嫌だった。そめこに指摘されたことだが、アッサムが去った後の傷心の奈子を慰めて恋人になろうという邪な思いが心の奥底にあった。
『夢の中の紅茶王子』に登場し、後輩である絵里の制服姿に母校を懐かしく思った。『桜の花の紅茶王子』でそめこと共に奈子の喫茶店を訪れ、紅牡丹と再会。詳細は不明だが、営業マン。

### 奈子の家族
吉岡健太（よしおか けんた）
奈子の弟。『紅茶王子』では幼児で時折アールグレイにより奈子の代理で子守されていたが、特にアッサムとは気が合い遊んで貰ったため、彼に一番懐いていた。しかし、彼が人間になることでアッサムの記憶を失い、大学で姉と知り合い結婚した義兄アッシャーがアッサムだとは知らない。元から熟知していたアッサムを除き、姉・奈子と共に突き抜けるかのような激マズのアールグレイの料理の不味さの犠牲となり、その後は彼が料理を作ると言いかけただけで悲鳴を上げ逃げ回るようになった。
新シリーズ『桜の花の紅茶王子』に16歳の少年に成長して登場。吉乃の親友・奈緒と同じ学校・同じクラスだが、奈子に茶葉の仕入れに駆り出されて入学式を欠席して3日目に登校したため、奈緒も自身も同級生だとはお互いに知らなかった。吉乃や奈緒らと出会った春休みの際、植木屋のバイトをしていた。他にも普段からバイトに励んでいる。
『桜の花の紅茶王子』コミックス第1巻に収録されたスペシャルショートで、奈子の願いを全部叶えて帰還したアールグレイにティーバッグ・チャイの淹れ方を教わった。アールグレイと別れて数日泣き続ける姉の姿に心を痛め、次第に惹かれてゆくサクラと吉乃を案じている。アッサムが人間になったことで紅茶王子だった彼の記憶を失っているが、それでも彼に対する思いは心に深く刻まれて紅茶はアッサムティーを好んで飲んでいる。吉乃に想いを寄せており、サクラが帰った後の吉乃の力になりたいと思っている。
吉岡健児（よしおか けんじ）
声 - 井上和彦 / 浜田賢二
奈子の父親。奈子が中2の時に事故死しており、ダージリンの主人だった。娘を「たぁこ」と呼んでいた。
吉岡粧子（よしおか しょうこ）
声 - 小林沙苗
奈子と健太の母親。料理研究家。TVに出演することもあるため、TV局に顔が利く。夫が事故死した時、第2子の健太を妊娠していることがわかり周囲は余計な苦労が増えるからと堕胎を進めたが、その反対を押し切って健太を産んだ女性。
久木怜一（ひさぎ れいいち）
奈子とアッサムが経営を継ぐ前に店を受け持っていた青年。本物の「怜一」は奈子の父・健児の父の愛人の子で異母弟だが、母親による無理心中で殺されてしまった。奈子らの前に現れたのは、健児に召喚されたアッサムの実父ダージリンだった。
「#ダージリン」の項を参照。
アッシャー・A/L・ゴパルダラ
奈子の夫。彼女との間に娘・杏梨を儲ける。アッサムの元紅茶王子で、紅茶王子2人を実父と養父に、人間の女性を母に持つハーフ。人間名は「ゴパルダーラの子アッシャー（アッサム）」という意味である。
「#アッサム」の項を参照。
吉岡杏梨（よしおか あんり）
奈子とアッシャー（アッサム）の娘。誕生日は9月7日、B型。純血の紅茶王子を祖父とし、紅茶王子と人間のハーフである父を持つクォーターの少女。
「#吉岡杏梨」の項を参照。

### 風早橋学院
葉桜菊花（はざくら きくか）
声 - 永島由子 / 小清水亜美 / 伶美うらら（朗読劇）
生徒会会長。オレンジペコーの主人。当初はただきつい性格のように周囲には映ったが、お茶会同好会メンバーやペコー等と関わる内に性格が丸くなっていった。雹によりメチャクチャになった温室を直すのに最後の願い事を使い、ペコーと別れた。
自身の立場と仕事にとても責任感を持っている。そのため、生徒の過半数の支持を受け、学院初の3年連続生徒会長を務めると言う偉業を成し遂げた。
妹と共に紅茶を嗜むことが多かった。高校に入ってからそれは少なくなっているが、生徒会室に常備されている紅茶にはとてもうるさい一面もある。
葉桜皐月（はざくら さつき）
菊花の妹。お茶会同好会に入部しようかと思ったが、姉の猛反対によりやめた。最終話直前の第143話でペコーの新しい主人になった。
下山口（しもやまぐち）
声 - 千葉一伸
生徒会副会長。
峯山檜（みねやま ひのき）
生徒会書記。初登場時は中等部2年生。チリチリの天然パーマの髪の毛がコンプレックス。そこからペコーに「チリチリ頭さん」「ブロッコリ頭さん」と呼ばれたことも。
紅茶を入れたことがなく美味しい紅茶を入れられないと言うその悩みから偶然、奈子に出会い紅茶淹れ方を伝授され淹れ方の腕を上げていく。しかし、料理の腕はかなり悪いが、本人の自覚は無いため、体育祭で食事を提供できたと満足して差し出したおにぎりで複数の生徒会役員が腹痛に苦しむ事態を招いた。葉桜、堀内に続き、生徒会長に就任した。元々の書記に立候補した動機は、葉桜菊花にちょっと危ない憧れを抱いたがゆえのミーハーなものだった。
感動屋の泣き虫。また、作中のセリフから拾い食いをよくしているらしい。
長柄（ながえ）
生徒会執行部の議長。本来なら後続に譲り引退すべき受験生の3年だが、風早橋の生徒の過半数の支持を受けて葉桜が3年間続投の生徒会長に選出されたため、自分達も生徒会役員の座を後輩には任せておけないと4月の一般役員選挙で立候補して見事当選した。
堀内（ほりうち）
生徒会執行部の副議長。合同体育祭ではマスゲーマーだった。美佳の友人。この事からちょくちょくお茶会同好会の危機を救う手伝いもしている。葉桜の卒業に伴う引退により、新たな生徒会長に選ばれた。
大沢みどり（おおさわ みどり）
声 - 梁田清之 / 三宅健太
園芸部の部長。男性。身長188センチメートル。ペコーに「ヒゲゴリラ」と呼ばれ傷つくが、葉桜姉妹の従兄。
杉野（すぎの）
声 - 鳥海浩輔
日曜大工研究会の部長。自身を含めて部員は3人しかおらず、研究会を創設して2年間も新入部員が皆無である。そのため、魔が差してパソコン同好会の偽造印に手を出して廃部の危機に直面したこともある。お人好しで要領が悪い。そめこに恋心を抱くも気づいて貰えず、友人としてしか認識されていなかった。ところが、数年後に彼女の夫になっていた。2児の父であり、やがて3人目の子供が誕生することになっている。
蔵田（くらた）
パソコン同好会の部長。偽造印を作って弱小部にばら撒いて金儲けしたが、美佳の機転で偽造印の策略が暴かれ、激怒した生徒会長により廃部命令が下った。
ケビン・ボゥル
カナダからやって来たヒアリングの英語教師。30歳。アッサムの元主人の一人。ルイスという女性と結婚する筈だったが、そのルイスが仕事に限らず自身を取り巻く何もかもを忌み嫌うという異常な独占欲に駆られたため、破局を迎えた。一度距離を置いて再びお互いを必要としたらと婚約を破棄し、ロンドンで学生生活を送るルイスと連絡を取り合い遠距離恋愛に。身長190cm。
熊笹（くまざさ）
紅茶クラブ（旧「紅茶同好会」）の部長。運が良ければ紅茶王子・王女を召喚できるおまじないを奈子の父親に教わるが、紅茶の精の存在を知らなかった。皐月と一緒におまじないを実行しセイロンの主人になった。奈子の「みんなで」紅茶をというのは「親しい友人と」という意味で、自身は親しいとかの別なく大勢の人に紅茶を知って欲しい「その他大勢」という違いがあると、紅茶が好きなら「お茶会同好会」に入部すればいいと言う奈子に自身の趣旨を語った。
三笠（みかさ）
後に紅茶クラブに昇格した紅茶同好会の経理担当。奈子のお茶会同好会に憧れて入部したかったが、熊笹が"麻呂"なので放っておけなくて彼を補佐する。

### 大刀洗高校
若宮（わかみや）
生徒会長。おっぱい星人であり、合同体育祭でそめこに一目惚れした。大学で交際を申し込むが、完全に忘れられていて誰だかもわかって貰えなかった。
朝比奈鷹明（あさひな たかあき）
副会長で若宮の友人。17歳。ふともも星人で、奈子に嫌がらせをしてアッサムに殴られるも反省の色は皆無である。再戦を期す捨て台詞を余裕綽々で呟いていたが、馬術でドイツに留学して以降の動向は不明。
朝比奈貴美（あさひな たかみ）
若宮らと寮で暮らす男子生徒。鷹明の弟。本編のコミックス第7巻と第9巻に登場し、また『キャベツ畑のキラキラ星』（コミックス「紅茶王子の姫君」に収録）にも登場している。
真名瀬（まなせ）
大刀洗の3年生。合同体育祭で北軍マスの花形である旗持ちであり、前夜祭の告り大会でつき合って欲しいとそめこに申し込んだ。僅か10日で捨てられてしまう。自身はそめこを気に入って好意を抱いていたが、そめこはアッサムやアールグレイに大切にされる奈子を羨んで交際を承諾したに過ぎず、違って当然の現実に直面した彼女に思い描いた想像と違うというだけで一方的に別れを告げられた。

### 披露山女学館
花村美里（はなむら みさと）
白菊会（生徒会）の会長。美佳の元カノだが、後に元の鞘に戻る。自ら美佳に別れを切り出して別れたが、合同体育祭の時には彼を意識して生徒会長としての仕事も上の空であるため、副会長に元彼を理想化するなと厳しく叱責されることが多々あった。
井上（いのうえ）
白菊会の副会長。ボーイッシュで凛々しい女子高生であり、合同体育祭の男装にときめいた同級生や下級生に写真が怒涛の勢いで売れた。

### 紅茶王子・王女
アッサム
声 - 渋谷茂 / 細谷佳正 / 小野大輔（朗読劇）
アッサムの紅茶王子。人間になったことで厳密には「元」紅茶王子である。偶然にも美佳に呼び出される。みんなの兄貴分であり、慕われている。母には「アシャー」と呼ばれていたので、記憶が戻った後の奈子にも「アシャー」と呼ばれる。
人間の母アリヤと紅茶王子の父ゴパルダーラを持つハーフ。実は、禁忌の紅茶王子ダージリンの息子。実父ダージリンは白人男性のような容姿だが、ゴパルダーラの遠縁ゆえに養父によく似た色彩と容貌で強い黒髪の癖っ毛と褐色の肌。王子様ファッションはトルコ風。
身長182センチメートル、体重75キログラム。人間換算年齢20歳。『夢の中の紅茶王子』以降の作品では30歳。趣味・特技は家事全般。よく食べる。10年近くいたと語った昔の主人はジェイクという老齢の男性のことである。ちなみに、17巻の｢紅茶王子に50の質問｣にて知ることのできる失恋エピソードに｢可愛いと思ったら(女性ではなく)男だった｣というものがあり、失恋の思い出として語っていることから基本的に恋愛対象は異性なようである。
対価は必要だと最終的に「みんなに忘れられる」と言う条件を受け入れ、人間になり「アッシャー・A/L・ゴパルダラ」を名乗り奈子と大学で再び出会い、その後結婚。コミックス23巻の「TSP.133　王様の子ども達」でダージリンとアリヤを巡る真相をプリンストンから聞き、自身がゴパルダーラの子ではなく彼の遠縁の紅茶王子で主人を殺して封印されたというダージリンこそが実の父親であることを知る。
酒に弱いのに、町内会などで勧められて飲んで酔っ払って帰宅することが多々ある。娘の杏梨を可愛がっている。奈子の父親が残した喫茶店を経営している。『桜の花の紅茶王子』で自身は忘れ去られた存在ゆえに向こうは覚えていないが、既知のサクラを懐かしげに見つめた。杏梨関連でサクラらと言葉を交わすことがあり、記憶の無いサクラには馴れ馴れしいという感想を抱かれている。サクラとジョルジが紅茶王子の小さい姿でいる時は呼び出したことのない普通の人間のふりをしなくてはならず、人間界にいたころのダージリンと同じ苦労をしている。昔、サクラの愚痴を紅と一緒によく聞かされた。自身の記憶が消えたサクラと人間界で再会し、彼の危うさを感じ取って「黄山紅牡丹」の茶葉を奈子を介して健太に託す。
アールグレイ
声 - 鈴木千尋 / 花江夏樹 / 七海ひろき（朗読劇）
アールグレイの紅茶王子。奈子に呼び出される。人間界では「アールグレイ・プリンストン」と名乗る。ふわふわの金の巻き毛と緑の瞳であり、提灯ブルマーのいわゆる王子様ファッション。オレンジペコーの兄。同腹の妹はペコーだけだが、腹違いの兄弟・姉妹は人数を把握できないくらい大勢いる。アッサムには「アル」と呼ばれる。酒に弱い上に酒癖が悪い。加熱時間と比例して味の破壊度がUPする煮物、爆発する揚げ物、ナマモノは命の危険がある壊滅的な料理の腕の悪さだがその自覚が皆無であり、趣味で作りたがる。身長175センチメートル、体重53キログラム。人間換算年齢17歳。バラエティ番組が大好き。
「金のクピド」ではステラと言う女性の下に居たが、事故死した恋人アル（アルベルト）の代用品だった。彼女なのか、他の女性の主人のためなのかは不明だが、人間になろうと決意するも「皆が自分のことを忘れる」という条件を受け入れられなかったことと紅茶王子としての自身を捨てきれずに諦めてしまう。そのため、アッサムと奈子が惹かれ合う様が明らかになるにつれ、忘れてしまった方がいいのかもと不穏当な発言をして奈子を不安に陥れ、2人を引き裂こうと笑顔で間に割って入るようになった。
奈子がアッサムと結婚後、『桜の花の紅茶王子』のスペシャルショートで、妊娠中の杏梨を流産しかけた奈子を救うため最後の願い事を使い、紅茶の妖精の世界「カメリス・シネンシア」に帰還した。
オレンジペコー
オレンジペコーの紅茶王女。アールグレイの妹。通常はペコーで通っており、幼馴染のアッサムからはピィと呼ばれる。アッサムの許婚だったが、後に王達により婚約を解消され新たな許婚にセイロンを定められた。語尾に「〜ですわ」などを付けるお姫様らしい話し方をするが、アッサムの口調が移ってしまい怒ると少し言葉使いが荒くなる。奈子達の高校の生徒会長・菊花に偶然にも呼び出された。2月の雹混じりの雨の被害に遭った温室を元に戻すことを最後の願い事として叶え、菊花と別れた。お祭りが大好き。最終話直前、セイロンの主人となる熊笹と一緒におまじないをした菊花の妹・皐月に召喚された。人間換算年齢16歳。
セイロン
声 -千葉翔也（朗読劇）
セイロンの紅茶王子。アッサムを連れ帰るべく学校では「セイ・ケニルワース」と名乗り、転入生としてやって来た。とてもそっけなく淡白な態度を取るが、アッサムにべったり。ライナスの毛布の如く乳児時代のブランケットの切れ端をハンカチに仕立て直した"ねんこーふ"を肌身離さず持っており、これがないと夜眠れない。5歳くらいの時、紅牡丹の異母姉の一人で当時既に人妻だった白牡丹（パイムータン）が初恋だった。コミックス第24巻収録の番外編「タイニー・リトル・ウィッシュ」で小児科の研修医に召喚され、ぐっさり胸に突き刺さる言葉の刃を放ちつつ表面上は淡々と仕事をやり遂げた。作中で紅茶王子として活動するのは、番外編1作と最終話直前のみである。人間換算年齢14歳。
憎しみに道を誤り息子である自身をも道具と看做す母の姿に心を痛め、道具でもいいから苦しみの原因の1つに自身に対する愛情があるなら捨てて、それが出来ないなら無理に感情のない王にならないで欲しいと懇願した。
黄山紅牡丹（ファンシャンホンムータン）
知名度の低い工芸茶「黄山紅牡丹」の紅茶王子。その茶葉はタワシに酷似しており、険悪だったころのアッサムによく「タワシ王子」と言われた。そめこに呼び出される。とても長い黒髪の持ち主。そめこからは「紅（ホン）ちゃん」と呼ばれている。 他の4人に比べて呼び出される機会がとても少ないため、それを狙って呼び出された。アッサムとは不仲だったが、後に和解した。ゴパルダーラの不穏な言動から、王達の陰謀にいち早く気づいた。ランクの違いから、ペコーを「姫」と呼ぶ。身長184センチメートル、体重77キログラム。
既に故人の母親は「錦上添花（ジンシャンティアンファン）」。他には父王と正室腹の姉が10人ほどいる。ゴパルダーラやプリンストンにコンプレックスを抱く父王によりゴパルダーラの息子に負けるなと競争心を植えつけられた。アッサム・アールグレイ・ペコー・セイロンの中では一番の年上の21歳。
続編『桜の花の紅茶王子』の第27話で、サクラを案じたアッサムと奈子が画策して召喚されて香椎薫を主人とし、図書館の司書教諭になった。そめこと再会した。
ダージリン
ダージリンの紅茶王子。アッサムの実父。ゴパルダーラの遠縁。禁忌の紅茶王子であり、セイロンの父・ディンブーラによって長年封印されていたが、彼が他界した隙をついて脱出する。その時に偶然にも奈子の父・健児に呼び出され、奈子の叔父でもある彼の異母弟・玲一の記憶や身分を拝借して成りすましていた。奈子の初恋の相手。紅茶の国に帰還するまで「ダージリン」と名付けられた黒猫を飼っていた。ゴパルダーラにより、主人殺しの咎人とされていた。一度も我が子と呼ぶことの無かった最愛の息子アッサムと入れ替わりに紅茶の世界に戻り、表向きはスリランカに行くということにして日本（人間界）を去った。アッサムが人間になる代償として息子の存在を忘れてしまう。身長180センチメートル、体重70キログラム。
ニルギリ
ニルギリの紅茶王子。サンドラに呼び出された紅茶王子で彼女の恋人。
恋人を事故で失ったステラのためにアールグレイを呼び出した。
サンドラの最後の願い事で人間になり、彼女に忘れ去られながらも再び相思相愛の恋人になった。純血の紅茶王子・王女で「みんなが自分を忘れる」と言う条件で人間になった1人。純血・混血の違いを除けば、作中でアッサムに先んじて人間になった元紅茶王子。
ルフナ
ルフナの紅茶王子。何故か周りがアッサムの記憶を忘れている中、1回しか言葉を交わさなかった自身がアッサムの記憶を持っていることを不安に思っていた。絵里に呼び出されて半年、ずっと外国に居て最近帰ってきた幼馴染みという暗示を絵里の家族にかけ周囲に溶け込んでいる。
キャンディの紅茶王女という姉がおり、その姉から貰ったブレスレットを大事にしている。このブレスレットを直してもらったことがアッサムとの唯一の繋がり。絵里が一目惚れした喫茶店のマスターがアッサムだと知り逆上するが、後に人間になる代償について詳細を知る。『紅茶王子の姫君』でアッサムの娘・杏里が自身と同じようにアッサムの記憶を持っていることを知り、生まれる前の記憶を持て余す杏里をフォローした。その後、まだ全部の願い事を叶えていないので『桜の花の紅茶王子』でも絵里と一緒にアッサムの喫茶店に日参しており、たまにバイトで店番をすることもある。
キャンディ
キャンディの紅茶王女。『セロ弾きの紅茶王子』で召喚された。ルフナの姉。一見とても大人しそうに見えるが、無視されるとすごい形相で怒る。自分の仕事に誇りを持っており、仕事熱心であるが、押し付けがましい所もある。和音のことを「カッコウさま」と呼ぶ。純一に呼び出された。無駄にプライドが高くて周囲を傷つける純一を叱責し、彼が八つ当たりで壊したチェロを最後の魔法で直して紅茶の世界に帰還した。
サクラ
サクラティーの紅茶王子。『桜の花の紅茶王子』で召喚された。黒髪。アッサムが人間になった代償で記憶を消去された1人なので彼のことがわからないでいるが、実はアッサムとはよく知る間柄である。過去に吉乃の曾々祖母・八重に仕えたことがあり、初対面の吉乃を八重と間違える。吉乃の願い事を叶えるために周囲に「先々代のころの友人の次男坊」だと暗示をかけ、人間として下働き兼吉乃のお目付役「佐倉朔（さくら さく）」を名乗る。黒門との縁談が破談になった際、校内お目付役も命じられて自宅・校内の双方で吉乃を護衛することになった。健太が吉乃と親しげにしていると嫉妬して邪魔するが、その一方でいつまでも八重八重と連呼し吉乃を傷つける。吉乃に恋愛感情を抱き始め、徐々に紅茶王子と主人としての定義から外れてゆく。
アッサムと紅とは彼らが険悪になる前から共に過ごし、表面はともかく3人だったころを知っているだけに紅が一方的にアッサムを敵視するようになってから仲直りさせようとしても頑迷な紅の拒絶に遭い傷ついて困惑していた。主人にのめり込んで帰って来てはふさぎ込んでしまうため、危なっかしいと注意されるのが常であり、自身でもつらくて人間に呼ばれても行きたくないと幾度となく口にしていた。特に朝桐八重とは相思相愛だったため、蝶の道行（駆け落ち）だと言って父親の決めた結婚を最後の願い事で無かったことにし、一緒に逃げようと八重に言うも「みちゆきの先にあるのは心中」でありサクラが死ぬのは嫌だと八重に拒まれ、いつかまた会える時まで友達でいてと告げられ、それを3つ目の願い事として紅茶の世界に返された。朝桐家の庭にも自身の家の庭にもある有毒植物「馬酔木（アシビ）」の花を食べて自殺を図り、アッサムにより吐き出させられ一命を取り留めた。その後、奈子と共に生きるために人間になることを報告したアッサムに「約束した相手（アッサム）のことを忘れても約束したことを覚えている」という約束を交わし、どういうことかを問いただそうとした矢先にアッサムが人間になったため、彼に関する記憶を消されてしまう。
ジョルジ
サクラと共に呼び出されたジョルジの紅茶王子。ロシア系。金髪。大食い。丁寧な口調だが、一人称は「俺」。カラオケに嵌まった。奈緒の「いとこ」で留学のために彼女の家に居候していると周囲に暗示をかけた。
つまらないことに魔法を使って奈緒の雷が落ちたり、アッサムが聞こえないふりをしたりするような小さな失態が多い。髪の色や髪質がアールグレイに似ているため、アッサムのことを覚えていないことに杏梨が反発して喧嘩を売られてしまうが、お互いに謝り合って仲直りした。サクラが主人としてではなく女性として吉乃に想いを寄せていることに気づき、彼の行く末を案じている。あまりに的確すぎる人選で紅茶王子を呼ぶようにアドバイスした奈子に疑問を抱く。

### 紅茶の妖精の世界
ゴパルダーラ
アッサムの養父。人間嫌いで強欲な下等生物と蔑んで紅茶王子の仕事を忌み嫌い、人間に使役されるのが嫌になって父王の存命中に王位に逃避した。溺愛している遠縁のダージリンを人間の世界に渡すまいとする独占欲に端を発してアリヤを女官から王妃とし、ダージリンを主人殺しの罪人として幽閉し、ダージリンの子は死産したと偽り結婚後に産まれたアッサムを自身の息子だとアリヤとダージリン幽閉に協力した他の王を欺いた。その後、ディンブーラの死の隙を突いて脱出して奈子の父・健児に召喚されたダージリンを主人の死後も人間界に留めた。アッサムと奈子が惹かれ合っていることを察し、奈子を紅茶の国に拉致して時間の流れが異なる紅茶の国に彼女を拘束し、老いさらばえて死ぬ姿を見せてアッサムに人間に対する情を捨てさせ王位に就けるつもりでいた。しかし、アッサムの実父ダージリンの入れ替わりの帰還とこれ以上の犠牲を厭う他の王達の説得により、アッサムを人間にして記憶の消去を受け入れた。
アリヤ
アッサムの母。癖毛の黒髪と紫の瞳をした褐色の肌の女性。スリランカ出身。人間であるため、時間の流れと加齢速度が異なる種族ゆえに紅茶の国では瞬く間に老女となり死亡した。周囲にはゴパルダーラが人間であることを隠して女官だったのを王妃にしたことになっており、妊娠中の体調不良から倒れた時に死産したと言われるも信じようとはせず、錦上添花に信じ込まされても産まれた子がダージリンの種だと気づいた。しかし、紅茶王子・王女が人間になるための条件を聞いてダージリンを忘れるのは嫌だと我が儘を言ったことが発端だと自覚していたため、結局はダージリンの息子であるアッサムをゴパルダーラの王子として育てることに同意した。人間だと知らない周囲には数年で老いさらばえて死んだことは呪いだと囁かれていた。
後日譚の1つ『紅茶王子の姫君』で、嫁であるアッサムの妻・奈子に息子のことを思い出して貰おうと孫娘・杏梨の元を訪れたが、奈子が思い出して以降は孫の元を訪うことはなかった。
プリンストン
アールグレイとペコーの父で王。ゴパルダーラの親友。陰謀の中心にいたが、アッサムがダージリンの息子であることは知らなかった。数名の側室がいてアールグレイとペコーの他に庶子の異母兄弟・異母姉妹を儲けている。アールグレイ曰く「人数はわからない」と正妃クインマリー以外の側室との間の子供の数は多数である。
クインマリー
アールグレイとペコーの母。プリンストンの正妃（正室の王妃）で、愛称は「クイニー」。親友同士のゴパルダーラとプリンストンの些か度が過ぎる友情が原因で愛娘ペコーをアッサムと婚約の口約束をし、ダージリンの再度の幽閉の鍵としてセイロンを即位させるためにアッサムとの婚約を解消して彼と婚約させた夫に激怒し、いずれも自身に話をするのが後回しだったことで堪忍袋の緒が完全に切れた。その過程でアリヤ・ディンブーラ・添花と長生きして幸福になるべき者達が失われたため、今迄にもましてゴパルダーラを中心とする王達の陰謀に猛反対した。
ディンブーラ
セイロンの父で先代の王。故人。
ケニルワース
セイロンの母で、夫の死後に王位を継いだ女王。愛称は「ケニー」。退屈でつらい生の糧にダージリンを憎んだが、息子に諭される以前から憎悪することに疲れ果ていたため、アッサムが人間になるのに特に反対はしなかった。苦しみのあまりダージリンを憎もうとし、夫の忘れ形見である愛息すら道具としか看做していない感情のない王たらんとしたが、かなり無理をしていたらしくセイロンの説得に苦悩が顔に出ていた。プリンストンはアッサムがダージリンの種だと知らなかったが、ゴパルダーラに聞くまでもなくアッサムがダージリンの息子だと気づいていた。
錦上添花（ジンシャンティアンファン）
紅牡丹の母。故人。ゴパルダーラの婚約者だったが、彼がアリヤを王妃にした後に周囲の反対を押し切って牡丹の父の側室になった。ダージリンとアリヤを人間界にとゴパルダーラの説得を試みるが、最終的には彼の企みを受容してアリヤにダージリンの子は死産だったと偽りを告げた。夫王には、ゴパルダーラとランクの違いがあり、彼に並ぶのに足りなかった3つ「財力と家柄、世継ぎ、心の拠り所」を側室として夫王に与えたことにより、夫王は何とかゴパルダーラなどの上位の王達の仲間入りに叶ったのだった。それでも長年のコンプレックスは拭い去れず、息子に波及した。

### 番外編

#### タイニー・リトル・ウィッシュ
コミックス第24巻に収録。
稲垣（いながき）
セイロンを召喚した小児科医。ただし、まだ研修医（レジデント）。セイロンの主人。3つの願い事で担当する患者の子供達の中から症状の重い子を3人治して貰おうとしたり、櫻が検査そのものを拒むと彼女の病気を治してと私情に流されまくり。ささやかな願い事と言われたのだが、頭の「ささやかな」を聞き落としてしまった。
倉木櫻
おさげの女の子。甲状腺機能亢進症を治療すべく検査入院しているが、自身だけが辛い目にあっていると心を閉ざしていた。
沢口圭太
喘息で入院中のメガネ男子。
橋本舞子
ヘノッホ・シェーンライン紫斑病で入院中。3人の子供の中で、一番明るい。
木村
女医。稲垣の大学時代の先輩。

#### フォーゲットミー・ノット
コミックス第25巻（完結巻）に収録。
ジェイク
アッサムの主人だった老人。本編の「TSP.17　元旦前夜」でアッサムが「10年間同じ主人に仕えたこともあった」とアールグレイに語った、その相手。妻フローラと息子夫婦ジョージとエミリー、孫娘のマリッサと家族全員を事故で失った老人。10年をかけて3つの願いごとをアッサムに叶えて貰い、風邪をこじらせて亡くなった。
マリッサ
愛称はマリー。事故死したジェイクの孫娘。霊となってそばにいたものの祖父にはその存在を認識されず、姿が見えたのはアッサムと犬のマリーだけだった。祖父の死後、昇天した。アッサムは彼女を呼んでいたと誤認していたが、ジェイクが「マリー」と呼んだのは孫娘である彼女の愛称を命名された犬の方だった。
ドミニク
アッサムに懐いた男の子。彼が召喚された時は0歳児だったが、ジェイクの願いごとを叶えるまで10年がかりだったため、ジェイクの死後に彼が去る頃は9歳になり、お隣のパティという女の子に色気づいていた。

#### 金のクピド
コミックス第25巻（完結巻）に収録。
ステラ
アールグレイの主人だった女性。
アールグレイに似た恋人アルベルトを事故で失った。サンドラの妹。恋人の死を受け入れられずにおり、サンドラにも八つ当たりを繰り返した。
サンドラ
ニルギリの主人であり、恋人。ステラの姉。愛称は「サンディ」。絵を描く。ニルギリの帰還により一旦は別れるが、1年後、人間になった彼と改めて恋人になった。

#### 夢の中の紅茶王子
高畑絵里（たかはた えり）
ルフナの主人。アッサムに一目惚れするが、妻子の存在を知って完全に玉砕。しかし、その後も店には連日のように通っている。ルフナのことを「るーちゃん」と呼ぶ。アッサム一家のストーカー。

#### 紅茶王子の姫君
吉岡杏梨（よしおか あんり）
奈子とアッサムの娘。すなわち、紅茶王子の血を引くクォーター。番外編や新シリーズ『桜の花の紅茶王子』における5歳児の頃は自身が生まれる前の記憶を持っており、アッサムの紅茶王子時代を知っている。小さい頃は非常に扱いにくい子供だったらしいと後に語っている。しかし、大人になるにつれ父親の紅茶王子時代の記憶は失われてしまうため、その前に母・奈子に教えてあげてと父方の祖母であるアッサムの亡き母アリヤの霊魂に頼まれた。母親を傷つけるだけで努力は空回りしていたが、ルフナに励まされ、奈子がアッサムを思い出すきっかけをつくった。母親からアッサムの指輪を受け継ぐことになる。祖母アリヤを慕っており、彼女の紫色の目が好き。『桜の花の紅茶王子』にも登場し、一度爆発するとモンスターの如く暴れて喚き散らし、奈子や健太はその状態になるのを避けようと密かに怯えている。絵本を直して貰ったので吉乃に懐いている。アッサムが人間になったことで誰もが彼のことを忘れた理由は知っているが、アールグレイに似ているジョルジが紅茶王子時代の父を知らないことに反発してしまう。
作者の後の作品『空色海岸』に主人公・櫻井朝（さくらい とも）の親友として、高校生になった彼女が登場する。父親の紅茶王子時代の記憶を忘れている。

#### セロ弾きの紅茶王子
宮沢賢治のセロ弾きのゴーシュを題材とした話。
栞（しおり）
普通の女子高生。純一がキャンディを呼び出したきっかけ。
自分を「セロ弾きのゴーシュの猫」に例えている。
純一（じゅんいち）
チェロ（セロ）弾きの少年。父親と和音という従姉と暮らしている。栞のお隣さんで幼馴染み。キャンディの主人。『セロ弾きのゴーシュ』の主人公ゴーシュの如く自身のプライドを優先させて周囲の心遣いを迷惑がって当り散らす癇癪持ち。自身のチェロにすら八つ当たりして壊してしまうが、キャンディの最後の魔法で直して貰う。彼女が去った後、罰当たりな自身の言動を改めた。
和音（かずね）
純一の従姉。しかしクモ膜下出血で現在入院中。

### 桜の花の紅茶王子
「花とゆめプラチナ」に第1話が掲載され、「別冊花とゆめ」で連載を開始した新シリーズ。アッサムの存在が無かったことにされた世界で新たな紅茶王子の物語が紡がれる。
朝桐吉乃（あさぎり よしの）
中等部三學年甲組→高等部一學年丙組。
ヤクザにしか見えないものの大正から続くのは確実な名家・朝桐家の一人娘。父親の束縛が厳しく自由が無いことを不満に思っている。桜庭女子に在籍しており、中等部卒業の間際に親の決めた見合い相手・黒門を呪う儀式を行っているつもりで紅茶王子・王女を召喚する儀式を行い、紅茶王子サクラとジョルジを呼び出す。高等部に進んでから図書館委員に選ばれ、本校舎から離れた図書館「青径館（しょうけいかん）」に通うようになる。
杏梨が健太をパパと呼んだことで父子だと勘違いし、娘を連れて図書館を訪れた奈子と健太を夫婦だと思いこむ。サクラに惹かれているが、彼は未だに八重に未練を残しているので複雑な心境である。曾々祖母の八重に似ていることに感謝したり、サクラが八重の名を連呼することに不快感を抱いたりする。
奈緒（なお）
吉乃の親友。吉乃と共に紅茶王子ジョルジを呼び出す。吉乃とは父親同士が仕事の関係で知り合い、友人になった。吉乃が友人も出来ずに一人であることを案じていたが、いざ香椎という新しい友人が出来ると嫉妬して吉乃を避けてしまった。
吉乃の父
婿養子。朝桐家は女系で男児に恵まれないため、先代の娘・千鶴（ちづる）と結婚して当主になった。サクラや吉乃には何世代も時代錯誤なことをしていると呆れられているが、実は亡き妻・千鶴とその忘れ形見である娘を溺愛している。20年前の観桜会で妻に一目惚れした際、彼女が纏っていた美しい鶯色の着物を吉乃にも着るようにとサクラを介して渡した。実はその着物は八重の形見である。吉乃に変な虫がついても困るため、最低限の自身の条件に合う娘婿候補の中から吉乃に夫を選んで欲しいと思い、見合いの話を次々と持ち込む。
黒門（くろかど）
吉乃がサクラを呼び出した夜、彼女が呪いをかけようとしたお見合い相手。後に破談になったため、呪う必要が無くなった。
喜代（きよ）
JR「北鎌倉駅」の近隣に在住の老婦人。八重の妹の娘、つまり姪である。朝桐家から母が嫁いで生まれた女性。名字は不明。伯母・八重の形見の桜の花の帯留を吉乃に譲った。
松浦大吾（まつうら だいご）
本校舎から離れて建つ古びた図書館「青径館」の司書教諭。
香椎薫（かしい かおる）
吉乃の同級生。ボーイッシュな少女。青径館に住み付いているのだが、授業に出ることは皆無なので吉乃が図書館委員に選ばれるまで面識は皆無だった。紅茶王子を召喚する夜のお茶会に誘われるが、黄山紅牡丹の紅茶王子が現れるまで姿を隠しているサクラとジョルジに話しかける吉乃がポットに向かって喋っているようにしか見えなかった。紅牡丹の主人になった。
琴子（ことこ）
吉乃の従姉。父親は誠司。駆け落ちして竜太を儲けるも破綻して離婚し、出戻った。息子が壊してしまった帯留をご飯粒でくっつくと思い、壊れたのを誤魔化そうとした。
竜太（りゅうた）
琴子の息子。名前に反して大人しく、杏梨に振り回される。八重の形見の帯留が綺麗なので勝手に仏壇にある箱を開けて見ていたが、母に声をかけられてビックリした拍子に落として壊してしまう。
朝桐八重（あさぎり やえ）
吉乃の曾々祖母（高祖母）。戦前、少女時代の1925年（大正14年）にサクラを召喚した女性。学校で流行っている竹久夢二の詩集や高畠華宵の便箋、オペラの絵葉書を集めており、特に夢二の恋の詩（うた）が好きだった。吉乃が図書館委員を務める図書館の名付け親。サクラとは両想いだったが、父親の朝桐敬一郎に結婚を決められて学校を辞めさせられ、他の男性と夫婦になる自身をサクラに見られたくないと最後の願い事で別れた。夫を次代の当主として本家を継ぎ、妹は他家に嫁いだ。

## 用語
紅茶王子・王女
満月の夜、白磁のカップに銀の匙、ミルクも何も入れない紅茶「プレーンティー」に映った月の影をそっと崩して一口飲むという儀式を行うと召喚される。呼び出した人間を主人として仕え、午後のひと時の紅茶のようにささやかな、人生を左右することのない願い事を3つ叶える。紅茶の妖精の王族であり、将来王になったり王妃になったりする。ひっぱりだこの紅茶で矢継ぎ早に呼ばれる紅茶王子・王女もいれば、認知度が低くて本当にたまにしか呼ばれない者もいる。人気のある種類の紅茶の場合、呼び出されて願い事を叶える最中に他の人間が呼び出そうとしても出て来られない。呼んでも出現しない場合は他の人間の元にいるということであるため、呼び出せた人間は運が良い。紅茶王子・王女を召喚できるのは1度だけであり、その後は紅茶王子・王女を呼び出したことのある人間は他の紅茶王子・王女であっても召喚することは不可能である。新しい主人が近くにいるか出会うかしなければ、2度と会うことはない。
カメリス・シネンシア
紅茶の妖精が住む世界の正式名称。複数の王が治める国々がある。政略結婚はごく普通に行われており、ケニルワースのように10歳という幼い年齢で結婚することも珍しくはなく、側室を持つのも当たり前である。一口に王と言ってもランクがあり、コンプレックスに苛まれたり競争意識がある。
紅茶王子・王女が人間になる方法
人間に仕える内に心を通わせ人間になりたいと願う王子・王女はどうしても出て来て紅茶の妖精の世界を混乱させることがあるため、人間に恋愛感情を抱くことは禁忌とされている。人間になるのは至って簡単であり、3名の王が同意すれば可能である。ただし、自身に関わる知人友人はもちろん人間になりたいと願った原因の恋人や人間界と紅茶の国の双方の世界から存在が消える、忘れられてしまうという代償を支払うことになる。そのため、アールグレイのように周囲の人間の心の中から自身のことが消えてしまうことを忌避し、紅茶王子であることに固執して断念する者も多い。更には、人間にする王達自身も記憶の消去は免れない。人間になれば、その王子・王女の名の紅茶には彼らが存在しないことになり永久欠番になる。
作中で確認されている人間になった元紅茶王子・王女は、アッサムとニルギリだけである。しかし、描かれていないだけで、人間になった元紅茶王子・王女も人間になることを断念した紅茶王子・王女は他にもいると思われる。
風早橋学院（かぜはやばしがくいん）
奈子の母校。共学。中等部・高等部があるのは桜庭女子と同じ。
桜庭女子（さくらばじょし）
代々朝桐家の女児が通うことを定められた女子校。法律上の図書館設備と認められる図書室と図書館の2つがある。
青径館（しょうけいかん）
本校舎の一般教室と同じ校舎内に設けられた図書室とは別に、離れて建つ古びた図書館という名称の独立した建物。外部の利用客も受け入れている。実は八重の父・敬一郎の寄付で大正時代に建てられ、父に言われて八重が竹久夢二の「青い小径」に因んで命名した。

## 書誌情報

### 単行本
- 山田南平 『紅茶王子』 白泉社〈花とゆめCOMICS〉、全25巻
  1. 1997年8月1日発売、ISBN 4-592-12895-8
  2. 1997年12月1日発売、ISBN 4-592-12896-6
  3. 1998年4月1日発売、ISBN 4-592-12897-4
  4. 1998年8月1日発売、ISBN 4-592-12898-2
  5. 1998年11月1日発売、ISBN 4-592-12899-0
  6. 1999年3月1日発売、ISBN 4-592-17216-7
  7. 1999年6月1日発売、ISBN 4-592-17217-5
  8. 1999年9月1日発売、ISBN 4-592-17218-3
  9. 2000年2月1日発売、ISBN 4-592-17219-1
  10. 2000年5月1日発売、ISBN 4-592-17220-5
  11. 2000年8月1日発売、ISBN 4-592-17221-3
  12. 2000年11月1日発売、ISBN 4-592-17222-1
  13. 2001年3月1日発売、ISBN 4-592-17223-X
  14. 2001年7月1日発売、ISBN 4-592-17224-8
  15. 2001年10月1日発売、ISBN 4-592-17235-3
  16. 2002年2月19日発売、ISBN 4-592-17236-1
  17. 2002年5月17日発売、ISBN 4-592-17237-X
  18. 2002年9月19日発売、ISBN 4-592-17238-8
  19. 2003年1月17日発売、ISBN 4-592-17239-6
  20. 2003年5月19日発売、ISBN 4-592-17240-X
  21. 2003年9月19日発売、ISBN 4-592-18001-1
  22. 2004年1月19日発売、ISBN 4-592-18002-X
  23. 2004年6月18日発売、ISBN 4-592-18003-8
  24. 2004年8月19日発売、ISBN 4-592-18004-6
  25. 2004年10月19日発売、ISBN 4-592-18005-4
- 山田南平 『紅茶王子の姫君』 白泉社〈花とゆめCOMICS〉、全1巻
  1. 2006年7月19日発売、ISBN 4-592-18846-2
- 山田南平 『桜の花の紅茶王子』 白泉社〈花とゆめCOMICS〉、全13巻
  1. 2013年9月20日発売、ISBN 978-4-592-19605-1
  2. 2014年8月20日発売、ISBN 978-4-592-19606-8
  3. 2014年12月19日発売、ISBN 978-4-592-19607-5
  4. 2015年7月17日発売、ISBN 978-4-592-19608-2
    - ドラマCD付き初回限定版、ISBN 978-4-592-10561-9

  5. 2015年12月18日発売、ISBN 978-4-592-19609-9
  6. 2016年5月20日発売、ISBN 978-4-592-19627-3
  7. 2016年8月19日発売、ISBN 978-4-592-19628-0
  8. 2016年12月20日発売、ISBN 978-4-592-19629-7
  9. 2017年4月20日発売、ISBN 978-4-592-19630-3
  10. 2017年8月18日発売、ISBN 978-4-592-21402-1
  11. 2017年11月20日発売、ISBN 978-4-592-21403-8
  12. 2018年5月18日発売、ISBN 978-4-592-21404-5
  13. 2018年8月20日発売、ISBN 978-4-592-21405-2

### 文庫
- 山田南平 『紅茶王子』 白泉社〈白泉社文庫〉、全12巻
  1. 2006年7月14日発売、ISBN 4-592-88461-2
  2. 2006年9月15日発売、ISBN 4-592-88462-0
  3. 2006年11月15日発売、ISBN 4-592-88463-9
  4. 2006年11月15日発売、ISBN 4-592-88464-7
  5. 2007年1月12日発売、ISBN 978-4-592-88465-1
  6. 2007年1月12日発売、ISBN 978-4-592-88466-8
  7. 2007年3月15日発売、ISBN 978-4-592-88467-5
  8. 2007年3月15日発売、ISBN 978-4-592-88468-2
  9. 2007年5月15日発売、ISBN 978-4-592-88469-9
  10. 2007年5月15日発売、ISBN 978-4-592-88470-5
  11. 2007年7月13日発売、ISBN 978-4-592-88471-2
  12. 2007年7月13日発売、ISBN 978-4-592-88472-9

## 朗読劇
朗読劇『-The Super Reading Show- 紅茶王子』が2022年9月24日・25日に日本青年館ホールで公演。脚本・演出は児玉明子が担当。昼夜2公演の全4公演。

### キャスト
- アッサム - 小野大輔
- アールグレイ - 七海ひろき
- セイロン - 千葉翔也
- 吉岡奈子 - 花乃まりあ
- 染谷雪子 - 早乙女わかば
- 葉桜菊花 - 伶美うらら
- 内山美佳 - 株元英彰